# 랠리 코스트 쟁탈전
랠리 코스트 쟁탈전(Altrimenti Ci Arrabbiamo, Watch Out We're Mad!)은 스페인에서 제작된 마르셀로 폰다토 감독의 1973년 영화이다. 테렌스 힐 등이 주연으로 출연하였고 마리오 세치 고리 등이 제작에 참여하였다.

## 출연

### 주연
- 테렌스 힐
- 버드 스펜서

### 조연
- 존 샤프
- 도널드 플레젠스
- 패티 쉐퍼드
- 마누엘 드 블라스
- 루이스 바베로

## 제작진
- 미술: 프란체스코 바노리오